# Ілля Залуцький
Залуцький Ілля (нар. 24 листопада 1999, Омськ, Росія) — професійний російський кіберспортсмен, відомий як «Perfecto», який виступає за російську команду Cloud9 Esports.

## Ігрова кар'єра
У CS: GO почав грати 2017 року. Першою професійною командою стала російська команда «Atlants». Свій перший матч, який висвітлювався на HLTV зіграв 20 травня 2018 проти «Shooting Stars». У тому best of 3 матчі Ілля набрав 1.52 КД (середнє значення вбивст на смерті). За Atlants Perfecto зіграв 19 матчів .
На турнірі EPICENTER 2018 CIS Open Qualifier #4 виступав за «skipping school», зіграв 3 матчі і в середньому набрав 1.16 КД .
У жовтні 2018 його помітила команда Syman. Граючи за цю команду Ілля отримав великий ігровий досвід: взяв участь в семи LAN-турнірах і пройшов на StarLadder Berlin Major 2019 . На відбірковому СНД-мінорі Ілля став найкращим гравцем команди з рейтингом 1.08 Разом з колективом він виграв турнір на 35.000 доларів США NEST Pro Series 2019 . Молодого гравця зауважив тренер команди Na'Vi Андрій Городенський і запросив до команди «народжених перемагати» .
З 24 січня 2020 року виступає за одну з кращих команд світу Natus Vincere. Свій перший матч за «народжених перемагати» зіграв 1 лютого 2020 року проти Godsent Той матч він закінчив з рейтингом 1.01.

## Досягнення
| Місце | турнір                                            | Приз (долари США) | Місце проведення |
| ----- | ------------------------------------------------- | ----------------- | ---------------- |
| 2     | ICE Challenge 2020                                | 50 000            | Лондон           |
| —     | BLAST Premier: Spring 2020 Regular Season         | 50 000            | Лондон           |
| 1     | Intel Extreme Masters XIV — World Championship    | 250 000           | Катовиці         |
| 4     | ESL Pro League Season 11: Europe                  | 43 000            | Online           |
| 1     | WePlay! Clutch Island                             | 15 000            | Online           |
| 2     | ESL Pro League Season 12: Europe                  | 54 000            | Online           |
| 2     | Intel Extreme Masters XV — Beijing Online: Europe | 30 000            | Online           |
| 3 — 4 | Intel Extreme Masters XV — Global Challenge       | 50 000            | Online           |
| 1     | BLAST Premier: Global Final 2020                  | 600 000           | Online           |